# Aleksandar Madžar
Aleksandar Madžar (Beograd, 1968.) je srbijanski pijanist. 
Rođen je u Beogradu 1968. godine. Kad je imao 14 godina upisao je Fakultet muzičkih umjetnosti. Bio je najmlađi đak u generaciji. Studirao je u Novom Sadu, Beogradu, Moskvi i Bruxelesu. Bio je učenik estonskog pijanista i klavirskog pedagoga Arba Valdme.
Svirao je s Berlinskom filharmonijom kojom je upravljao maestro Ivan Fischer 1990. godine. Danas je profesor na Kraljevskom flamanskom konzervatoriju u Bruxelesu. 
Sudjelovao je na velikim velikim međunarodnim natjecanjima u Ženevi, Leedsu, Bolzanu i Milanu na kojima je osvojio nagrade. 
Danas svira diljem Europe. Koncerti su mu podjednako raspoređeni prema recitalima, svirkama s orkestrima i komornoj glazbi. 